# Condado de Christian (Illinois)
El condado de Christian es un condado estadounidense, situado en el estado de Illinois. Según el censo de los Estados Unidos del 2000, la población es de 35 372 habitantes. La cabecera del condado es Taylorville.

## Geografía
Según la Oficina del Censo de los Estados Unidos, el condado tiene un área total de 1 854 km². De estos 1 836 km² son de tierra y 17 km² son de agua.

### Colindancias
- Condado de Macon - noroeste
- Condado de Shelby - sureste
- Condado de Montgomery - suroeste
- Condado de Sangamon - noroeste

## Historia
El condado de Christian se separó de los condados de Sangamon, Montgomery y Shelby en 1839. Originalmente su nombre fue condado de Dane, pero en 1840 le cambiaron el nombre en honor de William Christian, un nativo del condado de Augusta de Virginia y veterano de guerra de Independencia de los Estados Unidos.

## Demografía

Pirámide de edad según el censo del año 2000.

Según el censo del año 2000, hay 35 372 personas, 13 921 cabezas de familia, y 9 480 familias que residen en el condado. La densidad de población es de 19 hab/km². La composición racial tiene:
- 95,36% Blancos (no hispanos)
- 0,98% Hispanos (todos los tipos)
- 2,14% Negros o Negros Americanos (no hispanos)
- 0,47% Otras razas (no hispanos)
- 0,37% Asiáticos (No hispanos)
- 0,48% Mestizos (no hispanos)
- 0,16% Nativos Americanos (no hispanos)
- 0,03% Isleños (no hispanos)

Hay 13 921 cabezas de familia, de los cuales el 30,40% tienen menores de 18 años viviendo con ellos, el 55,30% son parejas casadas viviendo juntas, el 9,10% son mujeres que forman una familia monoparental (sin cónyuge), y 31,90% no son familias. El tamaño promedio de una familia es de 2,94 miembros.
En el condado el 24,10% de la población tiene menos de 18 años, el 7,60% tiene de 18 a 24 años, el 28,10% tiene de 25 a 44, el 23,00% de 45 a 64, y el 17,20% son mayores de 65 años. La edad media es de 39 años. Por cada 100 mujeres hay 99,60 hombres. Por cada 100 mujeres mayores de 18 años hay 97,30 hombres.
Tabla de la evolución demográfica:
|       | 1900   | 1910   | 1920   | 1930   | 1940   | 1950   | 1960   | 1970   | 1980   | 1990   | 2000   |
| ----- | ------ | ------ | ------ | ------ | ------ | ------ | ------ | ------ | ------ | ------ | ------ |
| TOTAL | 32 790 | 34 594 | 38 458 | 37 538 | 38 564 | 38 816 | 37 207 | 35 948 | 36 446 | 34 418 | 35 372 |

## Economía
Los ingresos medios de un cabeza de familia el condado es de $36 561 y el ingreso medio familiar es $43 342. Los hombres tienen unos ingresos medios de $32 344 frente a $22 522 de las mujeres. El ingreso per cápita del condado es de $17 937. El 9,50% de la población y el 6,50% de las familias están debajo de la línea de pobreza. Del total de gente en esta situación, 13,40% tienen menos de 18 y el 10,20% tienen 65 años o más.

## Ciudades y pueblos

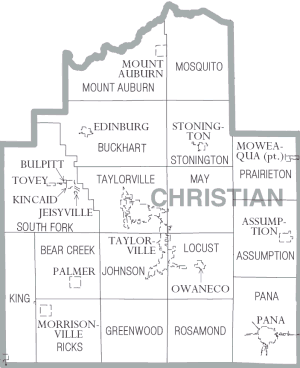
Mapa del Condado de Christian.

| - Assumption - Bulpitt - Edinburg - Harvel - Jeisyville - Kincaid - Morrisonville - Mount Auburn - Owaneco | - Palmer - Pana - Rosamond - Sharpsburg - Stonington - Taylorville - Tovey - Willey Station |